# Pieve di San Giovanni Battista (Buti)
La pieve di San Giovanni Battista si trova a Buti.

## Storia e descrizione
La pieve di San Giovanni Battista di Buti esisteva già prima dell’anno 1000.
Annoverata nel 1276 tra le pievi della diocesi di Pisa, la chiesa è stata modificata ed ampliata nel corso dei secoli fino ai rifacimenti di inizio Novecento eseguiti su progetto di R. Zocchi. Anche il campanile, concluso da un'insolita copertura a cupola, è stato ricavato da una torre medioevale che fino all'Ottocento ha conservato la merlatura.
All'interno, a tre navate decorate con affreschi di Pietro Giarrè, si conserva la venerata scultura lignea della Madonna con bambino, datata 1369, nota come Madonna del Monte perché rinvenuta tra le impervie grotte che sovrastano Panicale.
Nel 1296 da essa dipendevano nove chiese. Le tracce del primo edificio romanico sono pressoché inesistenti.
Nel 1607 il pievano Flaminio Guerrazzi dette avvio ai lavori di ricostruzione: a tale epoca risale la facciata in stile barocco.
Il 10 giugno 1901 il pievano Enrico Capocchi iniziò i lavori per l’ampliamento della Pieve che, pur conservando la stessa facciata, vide prolungare le navate verso oriente, costruita la nuova zona presbiteriale, innalzata la cupola e modificati i soffitti e i finestroni; il progetto venne elaborato dall'architetto fiorentino Giuseppe Castellucci.
È duomo perché è la chiesa maggiore delle otto esistenti in Buti.

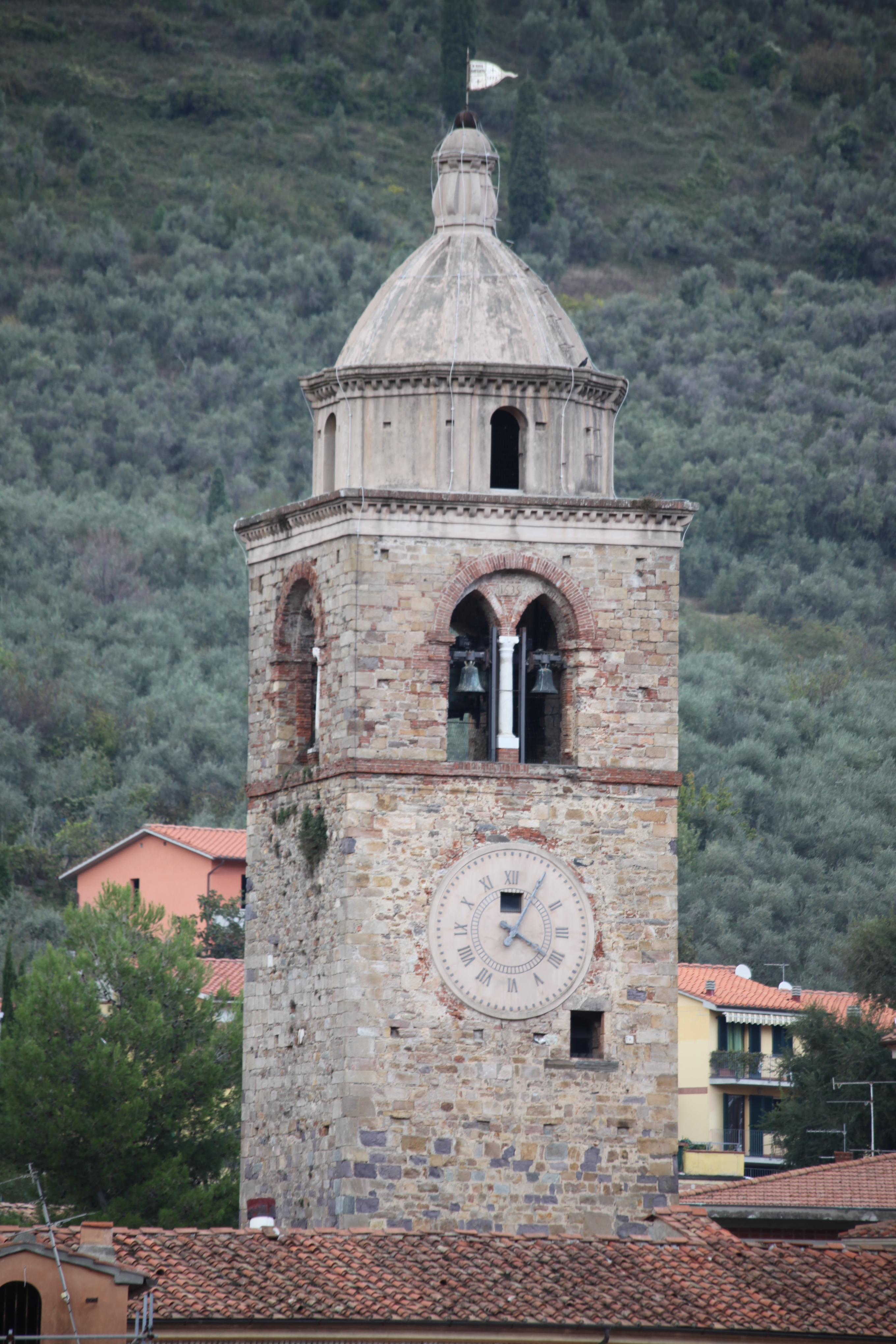
Campanile